# 天目湖旅游度假区
天目湖旅游度假区是一个位于中华人民共和国江苏省常州市溧阳市的国家级旅游度假区，始建于1992年，1994年被评为省级旅游度假区，2015年被评为首批国家级旅游度假区。
天目湖旅游度假区位于溧阳市南部地区，分属天目湖镇和戴埠镇，规划面积约320平方公里，区内有国家5A级景区天目湖景区、天目湖国家湿地公园和天目湖国家森林公园。

## 历史
1992年4月，溧阳市以沙河水库为核心，在沙河乡（今属天目湖镇）设立沙河绿色旅游开发区，5月动工兴建，6月改称天目湖风景旅游区，9月设立天目湖旅游公司负责景区开发，当年建成并对外开放水上游艇、湖滨浴场、报恩禅寺等8个景点和项目。并被省旅游局确定为省五大重点旅游度假开发区之一。次年3月又改称天目湖旅游度假区，并建立度假区管理委员会。
1994年7月，天目湖旅游度假区被江苏省人民政府批准为省级旅游开发区（今称省级旅游度假区）。度假区总体规划面积10.67平方公里，东北起东陵镇、西南至沙河乡圹岕村，西北起沙河乡桂林村，东南至沙河乡龙岕南1.5公里处。
2000年末，天目湖镇的沙新、中西、三胜3个村划归天目湖旅游度假区代管。2004年9月，天目湖旅游度假区与天目湖镇合并，施行镇区合一的管理体制。
2001年1月，天目湖旅游度假区被国家旅游局评为首批国家4A级景区。2004年3月，南山竹海景区获天目湖旅游公司控股重新开发，後於2006年7月获评国家4A级景区。2006年9月，御水温泉景区启动开发，後於2011年8月获评国家4A级景区。2013年10月，天目湖旅游度假区、天目湖南山竹海景区、御水温泉景区共同组成天目湖景区升格为国家5A级旅游景区。
2015年，天目湖旅游度假区被国家旅游局批准为首批国家级旅游度假区。国家级天目湖旅游度假区面积约为90平方公里（含水域面积14.9平方公里）。

## 天目湖景区
国家5A级天目湖景区由天目湖山水园、南山竹海两大景区及周边配套的宾馆酒店组成，总面积为40.7平方公里。

### 山水园景区
山水园是天目湖旅游度假区的核心景区，位于天目湖镇集镇西南，始建於1992年，2001年获批首批国家4A级景区。景区位于天目湖中北部，包括北岸的湖里山景区、海洋世界景区，湖中的乡村田园岛景区，以及东岸的龙兴岛景区。

### 天目湖水世界
天目湖水世界位於山水园北侧，原为山水园景区中的山水绝佳景区，后改建为天目湖水世界并於2014年重新开放营业。

### 南山竹海景区
南山竹海景区位於戴埠镇南部，始建於2000年，2004年由天目湖旅游公司重新开发，并於次年开放营业。

### 御水温泉
御水温泉紧邻南山竹海景区北侧，始建於2006年，2009年9月开放营业。